# Euplectrus manilae
Euplectrus manilae är en stekelart som beskrevs av William Harris Ashmead 1904. Euplectrus manilae ingår i släktet Euplectrus och familjen finglanssteklar.
Artens utbredningsområde är:
- Papua Nya Guinea.
- Filippinerna.
- Thailand.

Inga underarter finns listade i Catalogue of Life.